# 屏山站 (香港)
屏山站（英語：Ping Shan Stop）是香港輕鐵的一個車站，代號400，屬單程車票第4收費區，位於近香港元朗屏山的青山公路－屏山段旁，為屏山一帶乘客提供服務。

## 車站構造

### 車站樓層
| 天橋              | 行人天橋 | 往返屏山花園 |   |  |
| 地面              | 出口     | 屏山文物徑 |   |  |
| 地面              | 月台     | \| 側式 · 開左邊车门 \| \| \| \| \| \| \| \| 輕鐵610綫往元朗（水邊圍） 輕鐵614綫往元朗（水邊圍） 輕鐵615綫往元朗（水邊圍） 輕鐵761P綫往元朗（水邊圍） \| 1 \| \| \| \| 2 \| 輕鐵610綫往屯門碼頭（塘坊村） 輕鐵614綫往屯門碼頭（塘坊村） 輕鐵615綫往屯門碼頭（塘坊村） 輕鐵761P綫往天逸（塘坊村） \| \| \| \| 側式 · 開左邊车门 \| \| \| \| \| |   |  |
| 地面              | 出口     | 青山公路－屏山段 |   |  |
| 側式 · 開左邊车门 |          | |   |  |
|                   |          | 輕鐵610綫往元朗（水邊圍） 輕鐵614綫往元朗（水邊圍） 輕鐵615綫往元朗（水邊圍） 輕鐵761P綫往元朗（水邊圍） | 1 |  |
|                   | 2        | 輕鐵610綫往屯門碼頭（塘坊村） 輕鐵614綫往屯門碼頭（塘坊村） 輕鐵615綫往屯門碼頭（塘坊村） 輕鐵761P綫往天逸（塘坊村） |   |  |
| 側式 · 開左邊车门 |          | |   |  |

### 車站周邊
- 屏山花園
- 元朗康樂中心
- 芙蓉園
- 家安花園
- 屏山里花園
- 樂褔小築
- 彩虹軒
- 世紀中心
- 屏山文物徑
- 朗天苑

## 外部連結
- 港鐵公司－輕鐵街道圖 （页面存档备份，存于）
- 港鐵公司－輕鐵行車時間表 （页面存档备份，存于）